# Pallio di San Lorenzo
Il Pallio di San Lorenzo è un drappo medievale, risalente probabilmente al 1261, che fu donato dall'imperatore bizantino Michele VIII Paleologo alla Repubblica di Genova come ringraziamento per l'aiuto genovese durante la riconquista di Costantinopoli. Con i suoi 377 centimetri di lunghezza per 132 di altezza è uno dei più grandi tessuti medievali giunti fino al giorno d'oggi.

## Storia
Nel 1204, durante la quarta crociata, la città di Costantinopoli era stata saccheggiata e conquistata dall'esercito crociato ed era diventata una importante base commerciale della Repubblica di Venezia. Il 13 marzo 1261 l'imperatore bizantino Michele VIII Paleologo firmò con la Repubblica di Genova il cosiddetto Trattato di Ninfeo, con il quale prometteva ai genovesi il controllo dei traffici commerciali nel Mar Nero in cambio dell'aiuto a riconquistare Costantinopoli. Dopo la presa della città l'imperatore in segno di ringraziamento donò a Genova il pallio.
Il tessuto fu esposto nella cattedrale di San Lorenzo il giorno di Natale del 1261 e conservato nella chiesa fino al 1663, quando fu trasferito nel Palazzo dei Padri del Comune, edificio demolito nel 1842 durante i lavori di allargamento di Piazza Caricamento. Il pallio fu quindi ospitato a Palazzo Tursi e a Palazzo Bianco A partire dal 2010 è stato quindi affidato all'Opificio delle Pietre Dure di Firenze per provvedere al suo restauro. Al termine dei restauri l'opera sarà esposta al Museo di Sant'Agostino di Genova.

## Descrizione
Il pallio, che misura 377 centimetri di lunghezza per 132 di altezza, corrispondenti a circa 15 per 5 palmi genovesi, è uno sciamito di seta rossa sul quale sono state ricamate con seta e filati metallici venti scene della vita e del martirio dei santi Sisto, Lorenzo e Ippolito, suddivise su due livelli. Ogni scena è accompagnata da una frase che la descrive, scritta in latino e con caratteri gotici. Al centro del livello superiore è raffigurato l'imperatore Michele VIII Paleologo che entra nella cattedrale di Genova, mentre la storia dei santi va letta partendo dalle scene a destra di quella centrale e prosegue con l'ultima scena del livello inferiore, le scene di sinistra del livello superiore ed infine tutte le restanti rappresentazioni del livello inferiore.

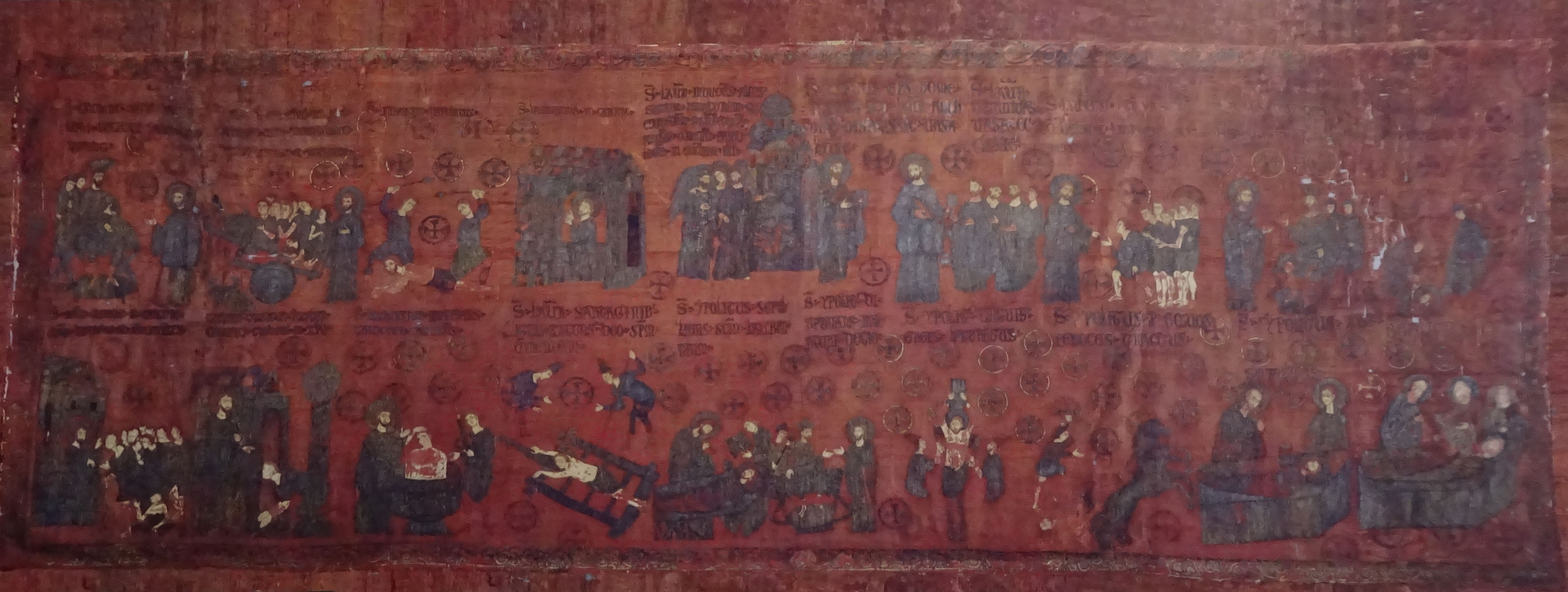
Riproduzione del pallio presso il Museo di Sant'Agostino

Le scene raffigurano, secondo l'ordine di lettura raffigurato in figura:
1. San Sisto vescovo di Roma ordina a San Lorenzo arcidiacono di vendere i vasi della chiesa
2. San Lorenzo vende i vasi della chiesa
3. San Lorenzo distribuisce ai poveri il ricavato della vendita dei vasi
4. San Sisto disputa con l'imperatore Decio
5. San Sisto viene decapitato
6. La sepoltura di San Sisto
7. San Lorenzo disputa con l'imperatore Decio circa i vasi dorati
8. San Lorenzo presenta all'imperatore gli zoppi e i ciechi a cui diede il ricavato della vendita dei vasi
9. San Lorenzo viene bastonato
10. San Lorenzo in carcere
11. In carcere San Lorenzo visita gli infermi che si presentano a lui
12. San Lorenzo converte il custode del carcere Tiburzio Callinico
13. San Lorenzo battezza Tiburzio Callinico
14. San Lorenzo è martirizzato sulla graticola
15. San Ippolito seppellisce San Lorenzo
16. San Ippolito disputa con l'imperatore Decio
17. San Ippolito è torturato con artigli di bronzo
18. San Ippolito smembrato con i cavalli
19. La sepoltura di San Ippolito
20. San Lorenzo che introduce l'altissimo imperatore dei greci Michele Paleologo nella chiesa genovese (scena centrale del drappo)